# Fernand Léger
Joseph Fernand Henri Léger (ur. 4 lutego 1881 w Argentan, zm. 17 sierpnia 1955 w Gif-sur-Yvette) – francuski malarz związany z kubizmem, grafik, rzeźbiarz, artysta ceramik i reżyser filmowy.

## Życiorys
Od 1900 mieszkał i pracował w Paryżu, w czasie II wojny światowej na emigracji w USA. Po powrocie do Francji należał do partii komunistycznej.
Od około 1910 roku tworzył w charakterystycznym stylu, komponując abstrakcyjne i półabstrakcyjne prace z formami cylindrycznymi. Postać człowieka ograniczał do czystego kształtu. Formy mechaniczne w jego pracach są stałymi elementami, np. w projektach dla Baletu Szwedzkiego (1921–1922), freskach (takich jak polichromia stadionu w Brukseli, 1935), a także w abstrakcyjnym filmie Ballet mécanique 1924 z muzyką George’a Antheila.
Jego uczennicą, od 1948 roku asystentką, a od 1952 roku żoną była Nadia Léger (1904–1982, wcześniej pod nazwiskiem Wanda Chodasiewicz-Grabowska).